# کیرون مور
کیرون مور (انگلیسی: Kieron Moore؛ ‏ ۵ اکتبر ۱۹۲۴ – ۱۵ ژوئیهٔ ۲۰۰۷) بازیگر اهل جمهوری ایرلند بود.
از فیلم‌ها یا برنامه‌های تلویزیونی که وی در آن نقش داشته‌است می‌توان به نقش عربی، قایم‌موشک، آنا کارنینا، داربی اوگیل و مردم کوچولو، داوود و بث‌شبع، فاتح غرب، کلید، محاصره خیابان سیدنی، ۳۰۰ اسپارتان و تابوت دکتر بلاد اشاره کرد.